# Qualificazioni alla Coppa delle nazioni africane 2025
Questa voce raccoglie un approfondimento sui risultati degli incontri per le qualificazioni alla fase finale della Coppa delle nazioni africane 2025.

## Partecipanti
Alle qualificazioni prendono parte un totale di 52 nazionali, con le rinunce dell'Eritrea e delle Seychelles.

## Formula
Le squadre sono ordinate a seconda della loro posizione nel FIFA World Ranking al 15 febbraio 2024: le nazionali classifica nelle prime 44 posizioni entrano nelle qualificazioni dalla fase a gironi, mentre le altre 8 prendono parte al turno preliminare, con gare di andata e ritorno, che decreta le ultime quattro partecipanti alla fase a gironi.
La fase a gironi consiste in 12 gironi all'italiana, nei quali le prime due classificate di ogni girone si qualificano per la fase finale.

## Turno preliminare
Il sorteggio per il primo turno si è tenuto il 20 febbraio 2024 nella sede della CAF a Il Cairo, in Egitto. Le gare, sia di andata che di ritorno, si sono tenute nella finestra di incontri internazionali dal 20 al 26 marzo 2024.
| Squadra 1           | Totale      | Squadra 2     | Andata | Ritorno |
| ------------------- | ----------- | ------------- | ------ | ------- |
| Somalia             | 2 - 5       | eSwatini      | 0 - 3  | 2 - 2   |
| Gibuti              | 0 - 2       | Liberia       | 0 - 2  | 0 - 0   |
| São Tomé e Príncipe | 1 - 1 (gfc) | Sudan del Sud | 1 - 1  | 0 - 0   |
| Ciad                | 3 - 1       | Mauritius     | 1 - 0  | 2 - 1   |

## Fase a gironi
| Gruppo A       | Gruppo B           | Gruppo C      | Gruppo D | Gruppo E           | Gruppo F     |
| -------------- | ------------------ | ------------- | -------- | ------------------ | ------------ |
| Tunisia        | Marocco            | Egitto        | Nigeria  | Algeria            | Ghana        |
| Madagascar     | Gabon              | Capo Verde    | Benin    | Guinea Equatoriale | Angola       |
| Comore         | Rep. Centrafricana | Mauritania    | Libia    | Togo               | Sudan        |
| Gambia         | Lesotho            | Botswana      | Ruanda   | Liberia            | Niger        |
| Gruppo G       | Gruppo H           | Gruppo I      | Gruppo J | Gruppo K           | Gruppo L     |
| Costa d'Avorio | RD del Congo       | Mali          | Camerun  | Sudafrica          | Senegal      |
| Zambia         | Guinea             | Mozambico     | Namibia  | Uganda             | Burkina Faso |
| Sierra Leone   | Tanzania           | Guinea-Bissau | Kenya    | Rep. del Congo     | Malawi       |
| Ciad           | Etiopia            | eSwatini      | Zimbabwe | Sudan del Sud      | Burundi      |

### Gruppo A
| Squadra    | Pt | G | V | N | P | GF | GS | DR |
| ---------- | -- | - | - | - | - | -- | -- | -- |
| Comore     | 12 | 6 | 3 | 3 | 0 | 7  | 4  | +3 |
| Tunisia    | 10 | 6 | 3 | 1 | 2 | 7  | 6  | +1 |
| Gambia     | 8  | 6 | 2 | 2 | 2 | 6  | 6  | 0  |
| Madagascar | 2  | 6 | 0 | 2 | 4 | 4  | 8  | -4 |

| Squadra    | Tunisia (bandiera) | Madagascar (bandiera) | Comore (bandiera) | Gambia (bandiera) |
| ---------- | ------------------ | --------------------- | ----------------- | ----------------- |
| Tunisia    |                    | 1 - 0                 | 0 - 1             | 0 - 1             |
| Madagascar | 2 - 3              |                       | 1 - 1             | 1 - 1             |
| Comore     | 1 - 1              | 1 - 0                 |                   | 1 - 1             |
| Gambia     | 1 - 2              | 1 - 0                 | 1 - 2             |                   |

### Gruppo B
| Squadra            | Pt | G | V | N | P | GF | GS | DR  |
| ------------------ | -- | - | - | - | - | -- | -- | --- |
| Marocco            | 18 | 6 | 6 | 0 | 0 | 26 | 2  | +24 |
| Gabon              | 10 | 6 | 3 | 1 | 2 | 7  | 9  | -2  |
| Lesotho            | 4  | 6 | 1 | 1 | 4 | 2  | 13 | -11 |
| Rep. Centrafricana | 3  | 6 | 1 | 0 | 5 | 3  | 14 | -11 |

| Squadra            | Marocco (bandiera) | Gabon (bandiera) | Rep. Centrafricana (bandiera) | Lesotho (bandiera) |
| ------------------ | ------------------ | ---------------- | ----------------------------- | ------------------ |
| Marocco            |                    | 4 - 1            | 5 - 0                         | 7 - 0              |
| Gabon              | 1 - 5              |                  | 2 - 0                         | 0 - 0              |
| Rep. Centrafricana | 0 - 4              | 0 - 1            |                               | 3 - 1              |
| Lesotho            | 0 - 1              | 0 - 2            | 1 - 0                         |                    |

### Gruppo C
| Squadra    | Pt | G | V | N | P | GF | GS | DR  |
| ---------- | -- | - | - | - | - | -- | -- | --- |
| Egitto     | 14 | 6 | 4 | 2 | 0 | 12 | 2  | +10 |
| Botswana   | 8  | 6 | 2 | 2 | 2 | 4  | 7  | -3  |
| Mauritania | 7  | 6 | 2 | 1 | 3 | 3  | 6  | -3  |
| Capo Verde | 4  | 6 | 1 | 1 | 4 | 3  | 7  | -4  |

| Squadra    | Egitto (bandiera) | Capo Verde (bandiera) | Mauritania (bandiera) | Botswana (bandiera) |
| ---------- | ----------------- | --------------------- | --------------------- | ------------------- |
| Egitto     |                   | 3 - 0                 | 2 - 0                 | 1 - 1               |
| Capo Verde | 1 - 1             |                       | 2 - 0                 | 0 - 1               |
| Mauritania | 0 - 1             | 1 - 0                 |                       | 1 - 0               |
| Botswana   | 0 - 4             | 1 - 0                 | 1 - 1                 |                     |

### Gruppo D
| Squadra | Pt | G | V | N | P | GF | GS | DR |
| ------- | -- | - | - | - | - | -- | -- | -- |
| Nigeria | 11 | 6 | 3 | 2 | 1 | 9  | 3  | +6 |
| Benin   | 8  | 6 | 2 | 2 | 2 | 7  | 7  | 0  |
| Ruanda  | 8  | 6 | 2 | 2 | 2 | 5  | 7  | -2 |
| Libia   | 5  | 6 | 1 | 2 | 3 | 3  | 7  | -4 |

| Squadra | Nigeria (bandiera) | Benin (bandiera) | Libia (bandiera) | Ruanda (bandiera) |
| ------- | ------------------ | ---------------- | ---------------- | ----------------- |
| Nigeria |                    | 3 - 0            | 1 - 0            | 1 - 2             |
| Benin   | 1 - 1              |                  | 2 - 1            | 3 - 0             |
| Libia   | 0 - 3*             | 0 - 0            |                  | 1 - 1             |
| Ruanda  | 0 - 0              | 2 - 1            | 0 - 1            |                   |

- a tavolino

### Gruppo E
| Squadra            | Pt | G | V | N | P | GF | GS | DR  |
| ------------------ | -- | - | - | - | - | -- | -- | --- |
| Algeria            | 16 | 6 | 5 | 1 | 0 | 16 | 2  | +14 |
| Guinea Equatoriale | 8  | 6 | 2 | 2 | 2 | 5  | 8  | -3  |
| Togo               | 5  | 6 | 1 | 2 | 3 | 7  | 10 | -3  |
| Liberia            | 4  | 6 | 1 | 1 | 4 | 4  | 12 | -8  |

| Squadra            | Algeria (bandiera) | Guinea Equatoriale (bandiera) | Togo (bandiera) | Liberia (bandiera) |
| ------------------ | ------------------ | ----------------------------- | --------------- | ------------------ |
| Algeria            |                    | 2 - 0                         | 5 - 1           | 5 - 1              |
| Guinea Equatoriale | 0 - 0              |                               | 2 - 2           | 1 - 0              |
| Togo               | 0 - 1              | 3 - 0                         |                 | 1 - 1              |
| Liberia            | 0 - 3              | 1 - 2                         | 1 - 0           |                    |

### Gruppo F
| Squadra | Pt | G | V | N | P | GF | GS | DR |
| ------- | -- | - | - | - | - | -- | -- | -- |
| Angola  | 14 | 6 | 4 | 2 | 0 | 7  | 2  | +5 |
| Sudan   | 8  | 6 | 2 | 2 | 2 | 4  | 6  | -2 |
| Niger   | 7  | 6 | 2 | 1 | 3 | 7  | 6  | +1 |
| Ghana   | 3  | 6 | 0 | 3 | 3 | 3  | 7  | -4 |

| Squadra | Ghana (bandiera) | Angola (bandiera) | Sudan (bandiera) | Niger (bandiera) |
| ------- | ---------------- | ----------------- | ---------------- | ---------------- |
| Ghana   |                  | 0 - 1             | 0 - 0            | 1 - 2            |
| Angola  | 1 - 1            |                   | 2 - 1            | 2 - 0            |
| Sudan   | 2 - 0            | 0 - 0             |                  | 1 - 0            |
| Niger   | 1 - 1            | 0 - 1             | 4 - 0            |                  |

### Gruppo G
| Squadra        | Pt | G | V | N | P | GF | GS | DR |
| -------------- | -- | - | - | - | - | -- | -- | -- |
| Zambia         | 13 | 6 | 4 | 1 | 1 | 7  | 4  | +3 |
| Costa d'Avorio | 12 | 6 | 4 | 0 | 2 | 12 | 3  | +9 |
| Sierra Leone   | 5  | 6 | 1 | 2 | 3 | 5  | 10 | -5 |
| Ciad           | 3  | 6 | 0 | 3 | 3 | 1  | 8  | -7 |

| Squadra        | Costa d'Avorio (bandiera) | Zambia (bandiera) | Sierra Leone (bandiera) | Ciad (bandiera) |
| -------------- | ------------------------- | ----------------- | ----------------------- | --------------- |
| Costa d'Avorio |                           | 2 - 0             | 4 - 1                   | 4 - 0           |
| Zambia         | 1 - 0                     |                   | 3 - 2                   | 0 - 0           |
| Sierra Leone   | 1 - 0                     | 0 - 2             |                         | 0 - 0           |
| Ciad           | 0 - 2                     | 0 - 1             | 1 - 1                   |                 |

### Gruppo H
| Squadra      | Pt | G | V | N | P | GF | GS | DR |
| ------------ | -- | - | - | - | - | -- | -- | -- |
| RD del Congo | 12 | 6 | 4 | 0 | 2 | 7  | 3  | +4 |
| Tanzania     | 10 | 6 | 3 | 1 | 2 | 5  | 4  | +1 |
| Guinea       | 9  | 6 | 3 | 0 | 3 | 9  | 5  | +4 |
| Etiopia      | 4  | 6 | 1 | 1 | 4 | 3  | 12 | -9 |

| Squadra      | RD del Congo (bandiera) | Guinea (bandiera) | Tanzania (bandiera) | Etiopia (bandiera) |
| ------------ | ----------------------- | ----------------- | ------------------- | ------------------ |
| RD del Congo |                         | 1 - 0             | 1 - 0               | 1 - 2              |
| Guinea       | 1 - 0                   |                   | 1 - 2               | 4 - 1              |
| Tanzania     | 0 - 2                   | 1 - 0             |                     | 0 - 0              |
| Etiopia      | 0 - 2                   | 0 - 3             | 0 - 2               |                    |

### Gruppo I
| Squadra       | Pt | G | V | N | P | GF | GS | DR  |
| ------------- | -- | - | - | - | - | -- | -- | --- |
| Mali          | 14 | 6 | 4 | 2 | 0 | 10 | 1  | +9  |
| Mozambico     | 11 | 6 | 3 | 2 | 1 | 9  | 5  | +4  |
| Guinea-Bissau | 5  | 6 | 1 | 2 | 3 | 4  | 6  | -2  |
| eSwatini      | 2  | 6 | 0 | 2 | 4 | 2  | 13 | -11 |

| Squadra       | Mali (bandiera) | Mozambico (bandiera) | Guinea-Bissau (bandiera) | eSwatini (bandiera) |
| ------------- | --------------- | -------------------- | ------------------------ | ------------------- |
| Mali          |                 | 1 - 1                | 1 - 0                    | 6 - 0               |
| Mozambico     | 0 - 1           |                      | 2 - 1                    | 1 - 1               |
| Guinea-Bissau | 0 - 0           | 1 - 2                |                          | 1 - 0               |
| eSwatini      | 0 - 1           | 0 - 3                | 1 - 1                    |                     |

### Gruppo J
| Squadra  | Pt | G | V | N | P | GF | GS | DR |
| -------- | -- | - | - | - | - | -- | -- | -- |
| Camerun  | 14 | 6 | 4 | 2 | 0 | 8  | 2  | +6 |
| Zimbabwe | 9  | 6 | 2 | 3 | 1 | 6  | 4  | +2 |
| Kenya    | 6  | 6 | 1 | 3 | 2 | 4  | 7  | -3 |
| Namibia  | 2  | 6 | 0 | 2 | 4 | 2  | 7  | -5 |

| Squadra  | Camerun (bandiera) | Namibia (bandiera) | Kenya (bandiera) | Zimbabwe (bandiera) |
| -------- | ------------------ | ------------------ | ---------------- | ------------------- |
| Camerun  |                    | 1 - 0              | 4 - 1            | 2 - 1               |
| Namibia  | 0 - 0              |                    | 1 - 2            | 0 - 1               |
| Kenya    | 0 - 1              | 0 - 0              |                  | 0 - 0               |
| Zimbabwe | 0 - 0              | 3 - 1              | 1 - 1            |                     |

### Gruppo K
| Squadra        | Pt | G | V | N | P | GF | GS | DR  |
| -------------- | -- | - | - | - | - | -- | -- | --- |
| Sudafrica      | 14 | 6 | 4 | 2 | 0 | 16 | 5  | +11 |
| Uganda         | 13 | 6 | 4 | 1 | 1 | 8  | 5  | +2  |
| Rep. del Congo | 4  | 6 | 1 | 1 | 4 | 4  | 12 | -8  |
| Sudan del Sud  | 3  | 6 | 1 | 0 | 5 | 6  | 12 | -6  |

| Squadra        | Sudafrica (bandiera) | Uganda (bandiera) | Rep. del Congo (bandiera) | Sudan del Sud (bandiera) |
| -------------- | -------------------- | ----------------- | ------------------------- | ------------------------ |
| Sudafrica      |                      | 2 - 2             | 5 - 0                     | 3 - 0                    |
| Uganda         | 0 - 2                |                   | 2 - 0                     | 1 - 0                    |
| Rep. del Congo | 1 - 1                | 0 - 1             |                           | 1 - 0                    |
| Sudan del Sud  | 2 - 3                | 1 - 2             | 3 - 2                     |                          |

### Gruppo L
| Squadra      | Pt | G | V | N | P | GF | GS | DR |
| ------------ | -- | - | - | - | - | -- | -- | -- |
| Senegal      | 16 | 6 | 5 | 1 | 0 | 10 | 1  | +9 |
| Burkina Faso | 10 | 6 | 3 | 1 | 2 | 10 | 7  | +3 |
| Burundi      | 4  | 6 | 1 | 1 | 4 | 4  | 11 | -7 |
| Malawi       | 4  | 6 | 1 | 1 | 4 | 6  | 11 | -5 |

| Squadra      | Senegal (bandiera) | Burkina Faso (bandiera) | Malawi (bandiera) | Burundi (bandiera) |
| ------------ | ------------------ | ----------------------- | ----------------- | ------------------ |
| Senegal      |                    | 1 - 1                   | 4 - 0             | 2 - 0              |
| Burkina Faso | 0 - 1              |                         | 3 - 1             | 4 - 1              |
| Malawi       | 0 - 1              | 3 - 0                   |                   | 2 - 3              |
| Burundi      | 0 - 1              | 0 - 2                   | 0 - 0             |                    |